# Tapirulus
Il tapirulo (gen. Tapirulus) è un mammifero artiodattilo estinto, appartenente ai cheropotamidi. Visse tra l'Eocene medio e l'Oligocene inferiore (circa 40 - 30 milioni di anni fa) e i suoi resti fossili sono stati ritrovati in Europa.

## Descrizione
Questo animale doveva essere di piccole dimensioni, paragonabili a quelle di un tragulo. I molari superiori assomigliavano a quelli di Dacrytherium ma erano privi di mesostilo, e i due tubercoli linguali erano come legati insieme; i tubercoli esterni, invece, erano ben riconoscibili. I premolari, i canini e gli incisivi erano in serie continua e senza una particolare differenziazione. La base del cranio mostrava un mastoide ridotto, applicato contro la superficie anteriore del processo paroccipitale. 

## Classificazione
Tapirulus è stato inizialmente avvicinato ai tapiridi e ai lofiodontidi, ma in seguito è stato riconosciuto come un artiodattilo più arcaico. In particolare, sono state riscontrate similitudini inizialmente con i dacriteriidi e poi con i membri della famiglia dei cheropotamidi o aplobunodontidi, un gruppo di artiodattili tipici dell'Eocene e dell'Oligocene, in particolare con il genere Lophiobunodon.
Tapirulus venne descritto per la prima volta nel 1850 da Paul Gervais, sulla base di resti fossili provenienti dalle famose fosforiti di Quercy in Francia; la specie tipo è Tapirulus hyracinus. Altre specie, provenienti da vari giacimenti europei di Francia, Belgio, Germania e Svizzera, sono T. depereti, T. majori, T. perrierensis e T. schlosseri.